# Association Sportive Otôho
El AS Otôho, también conocido como el AS Otôho d'Oyo es un equipo de fútbol de República del Congo que juega en la Primera División del Congo, la primera categoría de fútbol en el país.

## Historia
Fue fundado el 2014 y es el equipo de fútbol más importante de la ciudad de Oyo, así como el único equipo de la ciudad que ha militado en la Primera División del Congo.
El equipo logra el ascenso por primera vez a la Primera División del Congo en 2016 como campeón de la segunda división, y en la temporada 2017 el club terminó con el subcampeonato de liga solo detrás del AC Léopard de Dolisie por solo un punto de diferencia, gracias a que Bercyl Obassi Ngatsongo fue el goleador del equipo y de la temporada con 16 goles. En 2018 el Otôho se proclamó campeón por primera vez en su historia tras ganar al Tongo FC en la jornada 30.
Tras obtener el subcampeonato de liga, el club se ganó el derecho de jugar en la Liga de Campeones de la CAF 2018, el cual es su primer torneo internacional de su historia, en donde fue eliminado en la ronda preliminar por el MC Alger de Argelia.

## Palmarés
- Primera División del Congo: 6

2018, 2018/19, 2019/20, 2021, 2021/22, 2022/23
- Segunda División del Congo: 1

2016

## Participación en competiciones de la CAF
| Temporada | Torneo                       | Ronda          | Club              | Casa | Visita | Global      |
| --------- | ---------------------------- | -------------- | ----------------- | ---- | ------ | ----------- |
| 2018      | Liga de Campeones de la CAF  | Preliminar     | MC Alger          | 2-0  | 0-9    | 2-9         |
| 2018/19   | Liga de Campeones de la CAF  | Preliminar     | Primero de Agosto | 2-0  | 2-4    | 4-4 (a)     |
| 2018/19   | Liga de Campeones de la CAF  | 1              | FC Platinum       | 1-1  | 0-0    | 1-1 (a)     |
| 2018/19   | Copa Confederación de la CAF | Playoff        | KCCA FC           | 3-0  | 0-2    | 3-2         |
| 2018/19   | Copa Confederación de la CAF | Fase de grupos | RS Berkane        | 1-1  | 0-3    | 4.º Lugar   |
| 2018/19   | Copa Confederación de la CAF | Fase de grupos | Hassania Agadir   | 1-0  | 1-2    | 4.º Lugar   |
| 2018/19   | Copa Confederación de la CAF | Fase de grupos | Raja Casablanca   | 1-4  | 0-0    | 4.º Lugar   |
| 2019/20   | Liga de Campeones de la CAF  | Preliminar     | Mamelodi Sundowns | 2-1  | 0-4    | 2-5         |
| 2020/21   | Liga de Campeones de la CAF  | Preliminar     | Al-Merrikh SC     | 1-1  | 0-2    | 1-3         |
| 2021/22   | Liga de Campeones de la CAF  | 1              | UD Songo          | 1-0  | 0-1    | 1-1 (4-3 p) |
| 2021/22   | Liga de Campeones de la CAF  | 2              | Petro Atlético    | 2-2  | 0-2    | 2-4         |
| 2021/22   | Copa Confederación de la CAF | Playoff        | Gor Mahia FC      | 1-0  | 1-1    | 2-1         |
| 2021/22   | Copa Confederación de la CAF | Fase de grupos | TP Mazembe        | 2-2  | 0-1    | 3° Lugar    |
| 2021/22   | Copa Confederación de la CAF | Fase de grupos | Al-Masry          | 1-0  | 0-1    | 3° Lugar    |
| 2021/22   | Copa Confederación de la CAF | Fase de grupos | Cotonsport        | 1-1  | 1-0    | 3° Lugar    |
| 2022/23   | Liga de Campeones de la CAF  | 1              | Cape Town City FC | 0-0  | 0-2    | 0-2         |
| 2023/24   | Liga de Campeones de la CAF  | 1              | Al-Merrikh SC     | 1-1  | 0-0    | 1-1 (a)     |
| 2024/25   | Copa Confederación de la CAF | 1              | FC 15 de Agosto   | 2-1  | 2-0    | 4-1         |
| 2024/25   | Copa Confederación de la CAF | 2              | Black Bulls       | 2-1  | 0-1    | 2-2 (a)     |